# هیروشی شیروکوما
هیروشی شیروکوما (انگلیسی: Hiroshi Shirokuma؛ زادهٔ ۴ اوت ۱۹۷۹) صداپیشگی در ژاپن اهل ژاپن است.